# Strigamia japonica
Strigamia japonica is een duizendpotensoort uit de familie van de Linotaeniidae. De wetenschappelijke naam van de soort is voor het eerst geldig gepubliceerd in 1935 door Verhoeff.